# Mistrovství Evropy v rádiovém orientačním běhu

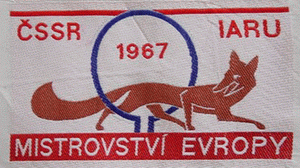
Historické logo 5. mistrovství Evropy v rádiovém orientačním běhu

Mistrovství Evropy v rádiovém orientačním běhu (také známé jako Mistrovství Regionu 1 IARU, anglicky IARU R1 ARDF Championships) je druhou nejvyšší soutěží v rádiovém orientačním běhu, po Mistrovství světa v rádiovém orientačním běhu. Koná se každé dva roky, vždy v roce, kdy se nekoná světové mistrovství, pod záštitou mezinárodní asociace radioamatérů IARU. 
Na stejné úrovni se nachází Mistrovství Regionu 2 – Ameriky a Mistrovství Regionu 3 – Asie, nicméně těch se oproti evropským mistrovstvím většinou zúčastňuje méně závodníků, jelikož se rádiový orientační běh zpočátku rozvíjel zejména v zemích bývalého východní bloku.
První mistrovství se konalo v roce 1961 ve švédském Stockholmu.

## Disciplíny a kategorie
Disciplíny na mistrovství Evropy se měnily podobně jako na mistrovství světovém, jelikož pravidla vytvořená pro Evropu se standardně používají jakožto pravidla celosvětová. Zpočátku se začínalo pouze s dvěma klasickými tratěmi na pásmech 3.5 MHz a 144 MHz, disciplína sprint se poprvé objevila na ME 2011 v Rumunsku a foxoring na ME 2013 v Polsku.
| Disciplína            | Od roku | Týmová soutěž |
| --------------------- | ------- | ------------- |
| Klasická trať 3,5 MHz | 1961    | ano           |
| Klasická trať 144 MHz | 1961    | ano           |
| Sprint                | 2011    | ne            |
| Foxoring              | 2013    | ne            |

Kategorie měly též podobný vývoj jako ve světovém podání, docházelo k postupnému dělení veteránských kategorií. V současnosti jsou závodníci rozděleni mezi 12 kategorií – juniorské, elitní a čtyři veteránské, přičemž v elitní kategorii M20 / D20 může startovat závodník bez ohledu na věk. Jelikož v rádiovém orientačním běhu hrají velkou roli zkušenosti, nejsou tyto starty výjimečným jevem, ba spíše naopak – například jeden z historicky nejlepších českých reprezentantů Karel Fučík se na ME pravidelně umisťuje (2023) přes to, že věkem již několik let patří do veteránské kategorie. 
| Ženské kategorie | Mužské kategorie |
| ---------------- | ---------------- |
| D19              | M19              |
| D20              | M20              |
| D35              | M40              |
| D45              | M50              |
| D55              | M60              |
| D65              | M70              |

## Účastníci
Prvních závodů se v šedesátých letech účastnily zejména skandinávské země a země východního bloku, postupně se přidávaly i ostatní Evropské země – Spojené království, Francie, Belgie apod. Po rozpadu Jugoslávie, Československa a SSSR nové vzniklé evropské země začaly nominovat své národní reprezentační výběry, tudíž došlo k nárůstu počtu účastníků. V současnosti má své zástupce v komisi IARU R1 pro rádiový orientační běh 31 evropských zemí.
Seznam zemí zařazených do Regionu 1:
- Belgie
- Bělorusko
- Bosna a Hercegovina
- Bulharsko
- Černá Hora
- Česko
- Dánsko
- Estonsko
- Finsko
- Francie
- Chorvatsko
- Kazachstán
- Litva
- Maďarsko
- Moldávie
- Mongolsko
- Německo
- Nizozemsko
- Norsko
- Polsko
- Rakousko
- Rumunsko
- Rusko
- Severní Makedonie
- Slovensko
- Slovinsko
- Spojené království
- Srbsko
- Švédsko
- Švýcarsko
- Ukrajina

### Česká stopa
Československo se mistrovství Evropy účastnilo od prvního ročníku, avšak zpočátku se v mezinárodní konkurenci špatně prosazovalo. Historicky první individuální československou medaili vyběhl na mistrovství v roce 1963 Boris Magnusek, kdy obsadil druhé místo v pásmu 3.5 MHz.

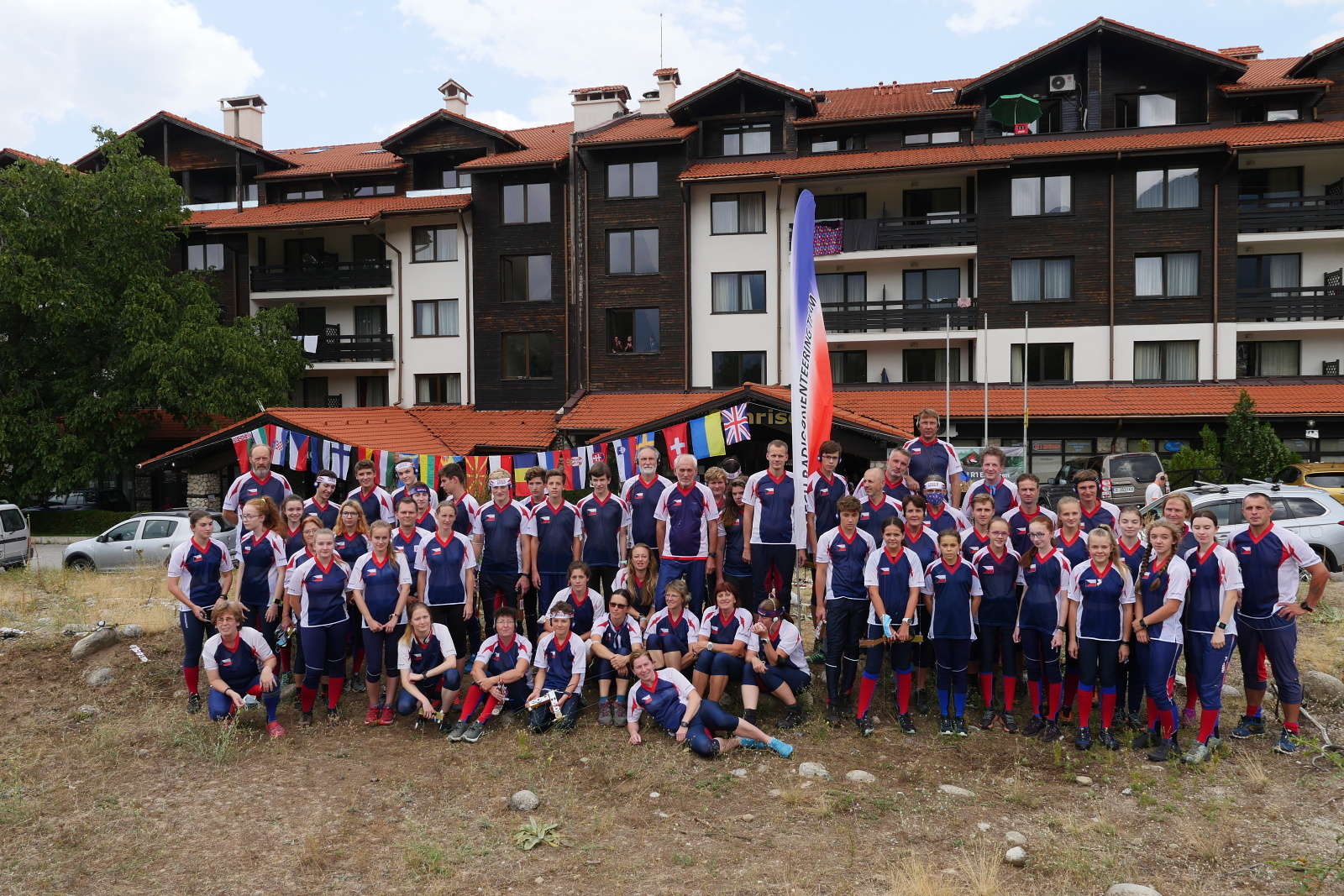
Česká reprezentace na ME 2021 v Bulharsku

Postupem času se Česko vypracovalo na pozici světové špičky, kterou drží dodnes (2023). Reprezentanti ze všech kategorií pravidelně vozí medaile, často i mistrovské tituly. Ovšem ne vždy se očekávání naplní, černou tečkou reprezentace byl závod 144 MHz na ME 2009 v Bulharsku, kde si díky nezvyklému umisťování kontrol a těžkému terénu připsala celkově pouze 4 individuální medaile.

#### Organizace
V současnosti (2023) má za sebou Česko (dříve jako ČSSR) pořádání 3 mistrovství Evropy. Mistrovství organizované v Česku bývají obvykle závodníky velmi kladně hodnocena.
- ME 1967 – Červená, 22. – 27. září
- ME 1993 – Milovy, 7. – 12. září
- ME 2015 – Mariánské Lázně, 17. – 23. srpna

O českých úspěších z Mistrovství Evropy vzniklo množství článků a několik televizních reportáží.

## Seznam Mistrovství Evropy
Historicky se ne vždy dodržoval interval 2 let mezi mistrovstvími, například mezi lety 1977 - 1993 Mistrovství Evropy nebylo vůbec, jelikož bylo nahrazeno Mistrovstvím světa. Naposled bylo mistrovství přesunuto z roku 2023 díky koronaviru a místo něj se konalo přesunuté MS 2023.
| Rok  | Datum               | Pořadatelská země                   | Počet účastníků | Počet zemí | Poznámka / zajímavost                                                     |
| ---- | ------------------- | ----------------------------------- | --------------- | ---------- | ------------------------------------------------------------------------- |
| 1961 | 4.–5. srpna         | Švédsko, Stockholm                  | 69              | 8          | Z pořadatelského Švédska se mistrovství zúčastnilo 40 závodníků.          |
| 1962 | 10.–11. srpna       | Jugoslávie, Ankaran                 | 24              | 6          |                                                                           |
| 1963 | 25.–26. srpna       | Sovětský svaz, Vilnius              | 40              | 10         |                                                                           |
| 1965 | 13.–17. září        | Polsko, Varšava                     | 32              | 9          |                                                                           |
| 1967 | 22.–27. září        | Československo, Červená             | 48              | 10         |                                                                           |
| 1971 | 3.–6. září          | Německo, Duisburg                   | —               | 10         |                                                                           |
| 1973 | 23.–25. srpna       | Maďarsko, Komló                     | —               | 11         |                                                                           |
| 1977 | 12.–17. září        | Jugoslávie, Skopje                  | —               | 12         | Jako host se zúčastnila Severní Korea a jako pozorovatel zástupce Jemenu. |
| 1993 | 7.–12. září         | Česko, Milovy                       | —               | —          |                                                                           |
| 1995 | 6.–10. září         | Slovensko, Chtelnica                | —               | —          |                                                                           |
| 1996 | 1.–6. září          | Bulharsko, Chtelnica                | 167             | —          | Na stejném místě se později konalo MS 2022.                               |
| 1999 | 7.–12. září         | Chorvatsko, Varaždinske Toplice     | —               | —          |                                                                           |
| 2001 | 7.–12. září         | Francie, La Salvetat sur Agout      | 236             | —          | Historicky jediná vrcholná akce (ME/MS) ve Francii.                       |
| 2003 | 6.–11. září         | Polsko, Cetniewo                    | 235             | —          | Na stejném místě se konalo první MS 1980.                                 |
| 2005 | 3.–6. září          | Srbsko a Černá Hora, Tara           | 240             | —          |                                                                           |
| 2007 | 11.–16. září        | Polsko, Bydhošť                     | 148             | —          |                                                                           |
| 2009 | 16.–21. září        | Bulharsko, Obzor                    | 269             | —          |                                                                           |
| 2011 | 7.–9. září          | Rumunsko, Baile Felix               | 261             | —          |                                                                           |
| 2013 | 9.–15. září         | Polsko, Bydhošť                     | 254             | —          |                                                                           |
| 2015 | 18.–22. září        | Česko, Mariánské Lázně              | 275             | 26         |                                                                           |
| 2017 | 5.–9. září          | Litva, Druskininkai                 | 282             | —          |                                                                           |
| 2019 | 3.–7. září          | Slovinsko, Rogla                    | 315             | 26         |                                                                           |
| 2021 | 29. srpna – 9. září | Bulharsko, Bansko                   | 241             | 20         |                                                                           |
| 2024 | 1.–7. září          | Maďarsko, Pécs Bulharsko, Primorsko |                 |            |                                                                           |